# Emilio Echevarría
Emilio Echevarría Noriega, född 3 juli 1944 i Mexico City, död 4 januari 2025 i Mexico City, var en mexikansk skådespelare.
Internationellt är han mest känd för sin medverkan i filmerna Amores perros – Älskade hundar (2000) som "El Chivo" (yrkesmördare/fd gerillasoldat), Y tu mamá también (Din morsa också!, 2001), The Alamo (2004) och Babel (2006).